# Ubyt'
L'Ubyt' (in russo Убы́ть?; In lingua udmurta: Ыбыт) è un fiume della Russia europea nordorientale, affluente di sinistra della Čepca. Scorre nei rajon Jukamenskij e Glazovskij dell'Udmurtia.
Il fiume nasce sull'altopiano di Krasnogorsk; la direzione generale della corrente è verso nord e nord-ovest prima di sfociare nella Čepca a 278 km dalla foce, alla periferia occidentale della città di Glazov. La lunghezza del fiume è di 100 km, l'area del bacino è di 683 km².